# Rekenmachine (GNOME)
GNOME Calculator, voorheen gcalctool, is het rekenmachinegereedschap van GNOME. Het wordt geschreven in C en Vala en behoort tot de belangrijkste GNOME-applicaties (GNOME Core Applications).

## Weergaven
- Eenvoudig – Heeft een eenvoudige interface. Ziet eruit als een simpele rekenmachine.
- Geavanceerd – Meer functies worden zichtbaar. Deze weergave laat toe om eigen variabelen te gebruiken.
- Financieel – Voegt knoppen voor financiële rekenfuncties toe
- Programmeren – Verwijdert de wetenschappelijke knoppen en voegt rekenen met bits toe
- Toetsen – Geeft omzettingen van grootheden tussen bijbehorende eenheden. Bijvoorbeeld tijdsduur: van 1½ eeuw naar 7.826,7857 weken

## Notatie
De weergave van de getallen kan ingesteld worden op
- automatisch (desgewenst met duizendtallen scheiding)
- vast (instelbaar) aantal decimalen
- wetenschappelijk
- technisch (exponent is een heel veelvoud van 3)

GNOME Calculator gebruikt de veelvoorkomende infixnotatie voor binaire functies, waaronder de vier eenvoudige wiskundige bewerkingen. In tegenstelling tot vele andere rekenmachines, gebruikt het prefixnotatie en geen postfixnotatie voor functies die slechts 1 argument vereisen. Om bijvoorbeeld de sinus van 1 te berekenen, moeten de toetsen sin 1 = ingedrukt worden, en dus niet 1 sin = zoals op vele andere rekenmachines.
Het decimale scheidingsteken op het numeriek klavier is gebaseerd op algemene toetsenbordindeling sinds versie 3.12.3.

## Variabelen
De weergaves geavanceerd, financieel en programmeren tonen functies voor het bewaren en ophalen van waarden, variabelen genoemd. Het symbool R wordt gebruikt voor variabele, o.a. op de knoppen ←R (variable invoegen) en →R (variable toewijzen).
Variabelenamen zijn hoofdlettergevoelig en kunnen geen spaties bevatten. De waarde van een variabele is een numerieke string.
Er zijn twee voorgedefinieerde variabelen beschikbaar:
- ans - bevat het laatste berekende resultaat
- rand - bevat een willekeurige waarde tussen 0,0 en 1,0 (de waarde wordt niet weergegeven, maar wordt berekend in een expressie bij het berekenen van een resultaat)

Variabelenamen en -waarden blijven bewaard tussen het opstarten en afsluiten van de applicatie.